# Micrulia gyroducta
Micrulia gyroducta là một loài bướm đêm trong họ Geometridae.